# 이나미 안주
이나미 안쥬(일본어: 伊波 杏樹 いなみ あんじゅ[*], 1996년 2월 7일 ~ )는 일본의 성우 및 배우이다. 사이타마현 출신이며, 소속사는 소니 뮤직 아티스트이다. 또한, Aqours의 구성원 중 하나이며, 애칭은 ‘안쨩(あんちゃん)’이고 차마루(본명:유세현)가좋아하는일본성우이기도하다

## 출연

### TV 애니메이션
2016년
- 러브 라이브! 선샤인!! (타카미 치카)

2017년
- 러브 라이브! 선샤인!! 2기 (타카미 치카)

### 극장판 애니메이션
2019년
- 러브 라이브! 선샤인!! 더 스쿨 아이돌 무비 오버 더 레인보우 (타카미 치카)